# Schmidt-Cassegrain-Teleskop

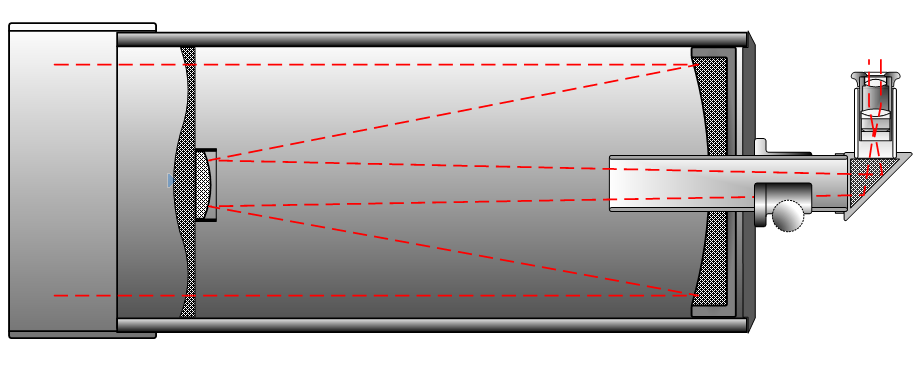
Strahlengang eines Schmidt-Cassegrain-Teleskops

Das Schmidt-Cassegrain-Teleskop ist ein Spiegelteleskop mit einem konkaven, sphärischen Hauptspiegel und einem streuenden Sekundärspiegel, die so eine Cassegrain-Anordnung bildend hinter einer Schmidt-Korrektorplatte liegen.
Im Tubus des Schmidt-Cassegrain-Teleskops wird das einfallende Licht von einem sphärischen Hauptspiegel (Primärspiegel) gebündelt und zum Fangspiegel (Sekundärspiegel) zurückgeworfen. Im Unterschied zum Newton-Teleskop wird das Licht vom Sekundärspiegel nicht seitlich aus dem Tubus herausgelenkt, sondern in die Mitte des Hauptspiegels zurückgeworfen. An dieser Stelle ist der Hauptspiegel durchbohrt, so dass das Licht dort aus dem Tubus heraus zum Okular geführt wird. Der Fangspiegel ist in der Mitte einer dünnen Glasscheibe (Schmidt-Platte) mittels einer Spiegelfassung als separates optisches Glied angebracht. Die Aufgabe dieser Korrektionsplatte ist es, die sphärische Aberration des Hauptspiegels zu beheben und die Koma des Gesamtsystems zu minimieren. Der Unterschied zum Maksutov-Cassegrain-Teleskop liegt in der Korrektionsplatte, die beim Maksutov-Cassegrain sehr dick und gewölbt ist (Meniskuslinse).

## Entwicklung

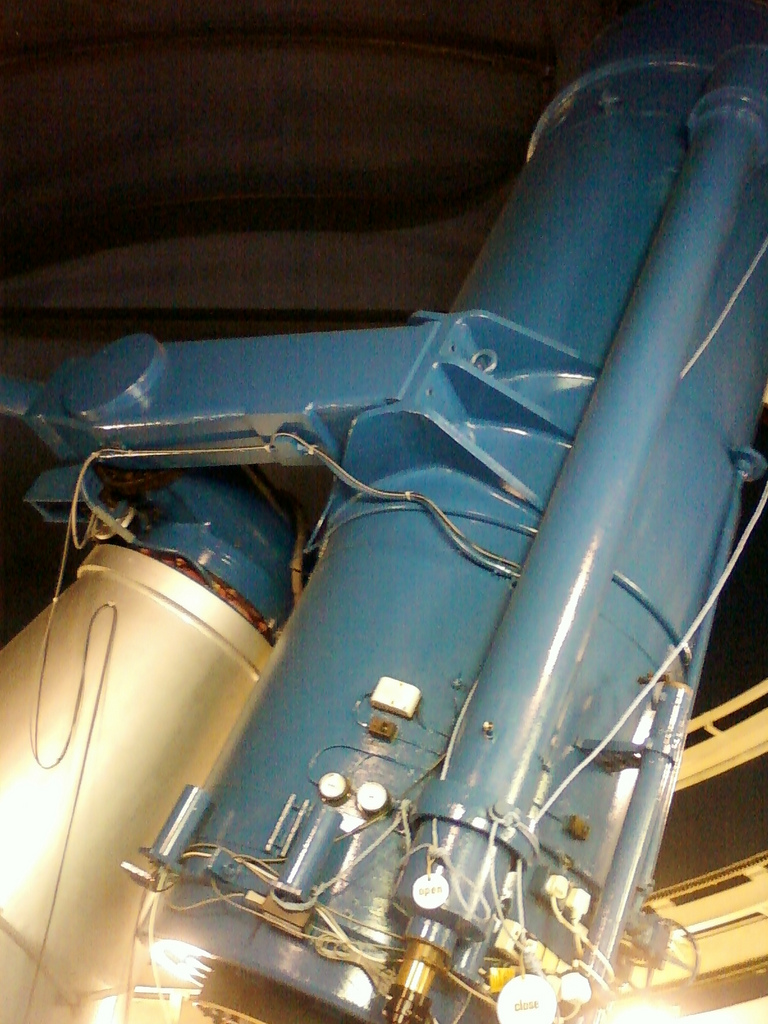
James Gregory Telescope, ein wissenschaftlich genutztes 37-Zoll-Schmidt-Cassegrain-Teleskop der St. Andrews University, gebaut 1962.

Der Optiker James G. Baker beschrieb im Jahr 1940, dass sich mit dieser Anordnung die Bildfeldkrümmung des Schmidt-Teleskops beseitigen und dessen Gesamtlänge reduzieren lässt. Dieses Teleskop ist ebenso wie das ursprüngliche Schmidt-Teleskop frei von den Abbildungsfehlern Koma und Astigmatismus und erreicht so ebenfalls große Bildwinkel von mehreren Grad, jedoch erfordert es zumindest einen leicht asphärisch geformten Spiegel. Sind hingegen beide Spiegel sphärisch ausgeführt, so verbleibt ein leichter Astigmatismus, worauf Hermann Slevogt einige Jahre später hinwies.
Eine weiter vereinfachte Herstellung und eine besonders kompakte Bauform ergibt sich, wenn zudem der Sekundärspiegel auf der Korrektorplatte montiert ist. Dabei wird aber die Leistungsfähigkeit der Schmidt-Kamera nicht mehr erreicht, da aufgrund der geometrischen Einschränkung Abbildungsfehler verbleiben. Diese können jedoch durch einen fokusnahen zwei- oder dreilinsigen Korrektor behoben werden.
Nach diesen Prinzipien wurden zwei große, wissenschaftlich genutzte Instrumente, sowie eine Reihe kleinerer Instrumente gebaut:

### ADH-Baker-Schmidt
In Kollaboration des Armagh-, des Dunsink- und des Harvard-Observatoriums wurde infolge das ADH-Baker-Schmidt-Teleskop mit einem 90-cm-Spiegel und einem Schmidt-Korrektor mit einer Apertur (Öffnung) von 81 cm gebaut und im Jahr 1950 in Betrieb genommen. Das Teleskop des Baker-Typs C4 hat einen Bildwinkel von 4,8°. Das Teleskop war bis 1981 im Boyden-Observatorium in Südafrika installiert und wurde danach vom Dunsink-Observatorium zurückgenommen, wo es jedoch nicht mehr errichtet wurde.

### James Gregory Telescope
Das größte Schmidt-Cassegrain-Teleskop ist das  James Gregory Telescope der St. Andrews University mit einer Apertur von 37 Zoll (94 cm). Das Teleskop wurde im Jahr 1962 gebaut und wird seitdem wissenschaftlich genutzt, unter anderem für das SuperWASP-Projekt. Es ist nach dem Mathematiker James Gregory benannt, der im 17. Jahrhundert in St. Andrews lehrte und sich auch mit der Konstruktion von Teleskopen beschäftigte, wenngleich die von ihm entwickelte Gregory-Spiegelanordnung in diesem Teleskop keine Verwendung findet.

### Amateurastronomie

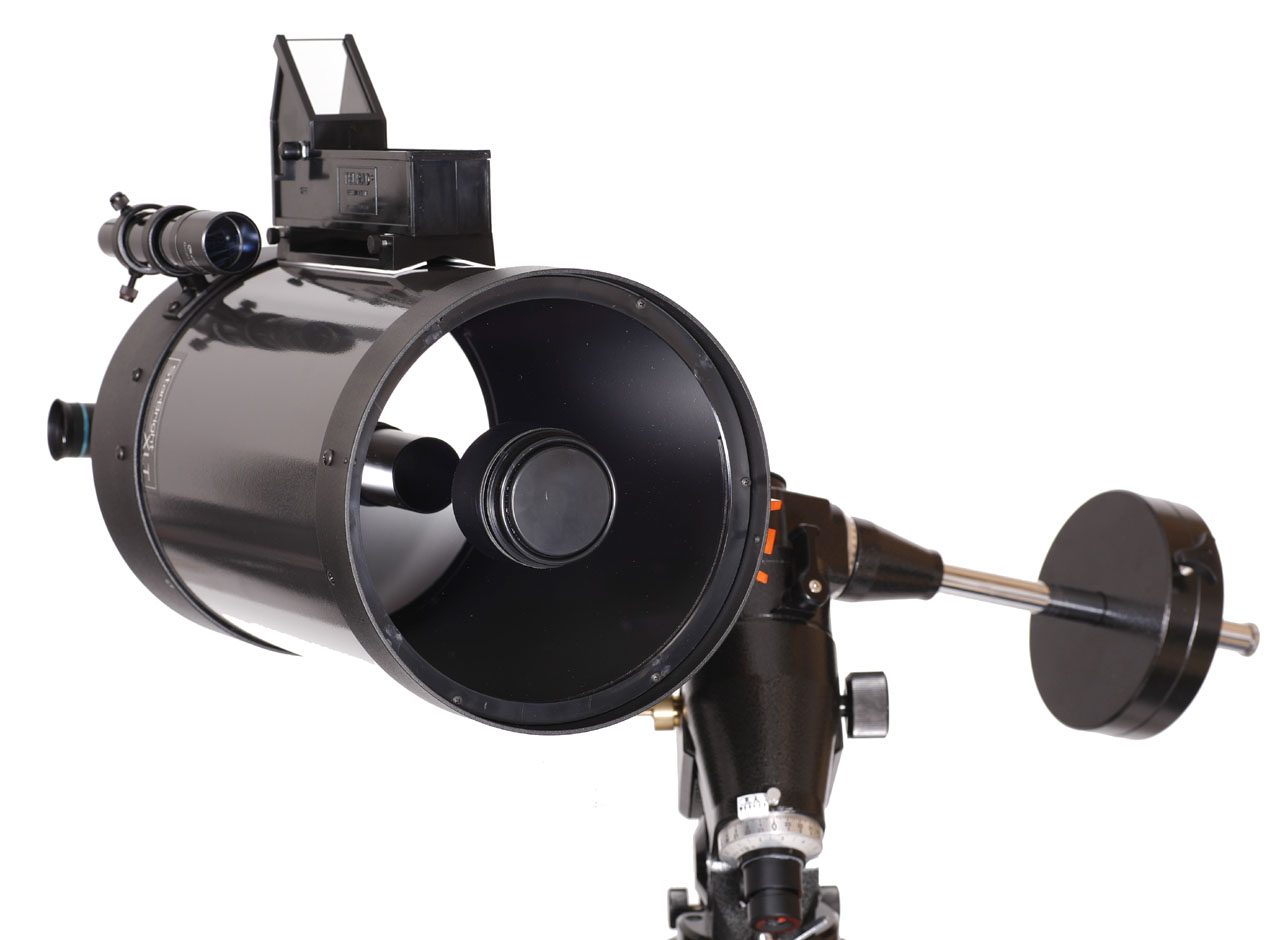
Schmidt-Cassegrain-Teleskop mit 8 Zoll (203 mm) Spiegeldurchmesser

Die Firmen Celestron und Meade bieten seit Ende der 1960er bzw. Anfang der 1980er Jahre eine Reihe kleinerer Teleskope in der Schmidt-Cassegrain-Spiegelanordnung an. Diese hinsichtlich einer einfachen Herstellbarkeit optimierten Teleskope weisen zwei sphärische Spiegel auf, wobei einer von der Schmidtplatte gehalten wird. Dieser kostengünstige Aufbau kann aber nicht alle Abbildungsfehler erster Ordnung korrigieren.
Von der Firma Meade wird zudem unter dem Akronym ACF, das für Advanced Coma Free steht, eine Schmidt-Cassegrain-Variante von 20 cm bis 50 cm Apertur angeboten, bei der der Sekundärspiegel hyperbolisch geformt ist und das Bildfeld nahezu geebnet wird. Auch das Unternehmen von Dieter Lichtenknecker stellte „Flatfield-Kameras“ mit einem ähnlichen Aufbau bei einem Durchmesser zwischen 15 cm und 30 cm her.
Die Firma ASA Astrosysteme bietet einen dreilinsigen Schmidt-Cassegrain Reducer an, der nahe dem Fokus montiert wird und Abbildungsfehler einfacher Schmidt-Cassegrain-Teleskope verringert. In der als EdgeHD bezeichneten Ausführung der Firma Celestron ist ein zweilinsiger Korrektor nahe dem Fokus hinzugefügt, der ebenfalls verbliebene Abbildungsfehler 1. Ordnung beseitigt, andere reduziert. Teleskope in dieser Bauweise werden mit 20 cm bis 35 cm Apertur angeboten.